# Championnats du monde de natation en petit bassin 2008
Navigation
Édition 2006 Édition 2010
Les 9es championnats du monde de natation en petit bassin se sont déroulés à Manchester (Royaume-Uni) du 9 au 13 avril 2008.
La Manchester Evening News Arena est le cadre des 40 épreuves de ces championnats auxquels ont participé 636 nageurs (248 femmes, 388 hommes), venus de 117 pays.

## Calendrier des épreuves
(en) Calendrier sur le site officiel

## Records battus

### Records du monde
- 9 avril
  - Kirsty Coventry () : 400 m 4 nages en 4 min 27 s 27
  -  États-Unis (Ryan Lochte, Bryan Lundquist, Nathan Adrian, Doug Van Wie): relais 4 × 100 m nage libre en 3 min 08 s 44
  -  Pays-Bas (Inge Dekker, Femke Heemskerk, Marleen Veldhuis, Ranomi Kromowidjojo): relais 4 × 200 m nage libre en 7 min 38 s 90
- 10 avril
  - Jessica Hardy () : 50 m brasse en 29 s 58
- 11 avril
  - Duje Draganja () : 50 m nage libre en 20 s 81
  - Ryan Lochte () : 200 m 4 nages en 1 min 51 s 56
  - Kirsty Coventry () : 200 m dos en 2 min 00 s 91
  -  États-Unis (Margaret Hoelzer, Jessica Hardy, Rachel Komisarz, Kara Denby): relais 4 × 100 m 4 nages en 3 min 51 s 36
  - Felicity Galvez () : 50 m papillon en 25 s 32
- 12 avril
  - Ryan Lochte () : 100 m 4 nages en 51 s 25
  - Kirsty Coventry () : 200 m 4 nages en 2 min 06 s 13
  -  Pays-Bas (Hinkelien Schreuder, Femke Heemskerk, Inge Dekker, Marleen Veldhuis) : relais 4 × 100 m nage libre en 3 min 29 s 42
- 13 avril
  - Markus Rogan () : 200 m dos en 1 min 47 s 84
  - Ryan Lochte () : 100 m 4 nages en 51 s 15
  -  Russie (Stanislav Donets, Sergey Geybel, Evgeny Korotyshkin, Alexander Sukhorukov) : relais 4 × 100 4 nages en 3 min 24 s 29
  - Sanja Jovanovic () : 50 m dos en 26 s 37
  - Felicity Galvez () : 100 m papillon en 55 s 89
  - Marleen Veldhuis () : 50 m nage libre en 23 s 25

## Tableau des médailles
| Rang | Nations          | Or · | Argent · | Bronze · | Total |
| ---- | ---------------- | ---- | -------- | -------- | ----- |
| 1    | États-Unis       | 10   | 6        | 1        | 17    |
| 2    | Australie        | 8    | 9        | 2        | 19    |
| 3    | Pays-Bas         | 4    | 4        | 1        | 9     |
| 4    | Zimbabwe         | 4    | 0        | 1        | 5     |
| 5    | Royaume-Uni      | 3    | 10       | 11       | 24    |
| 6    | Russie           | 3    | 1        | 5        | 9     |
| 7    | Ukraine          | 2    | 3        | 2        | 7     |
| 8    | Croatie          | 2    | 0        | 2        | 4     |
| 9    | Afrique du Sud   | 1    | 1        | 4        | 6     |
| 10   | Slovénie         | 1    | 1        | 0        | 2     |
| 11   | Nouvelle-Zélande | 1    | 0        | 1        | 2     |
| 12   | Autriche         | 1    | 0        | 0        | 1     |
| 13   | Italie           | 0    | 2        | 2        | 4     |
| 14   | Espagne          | 0    | 1        | 2        | 3     |
| 15   | Finlande         | 0    | 1        | 1        | 2     |
| 16   | Chine            | 0    | 1        | 0        | 1     |
| 16   | Roumanie         | 0    | 1        | 0        | 1     |
| 18   | Pologne          | 0    | 0        | 2        | 2     |
| 19   | Grèce            | 0    | 0        | 1        | 1     |
| 19   | Suède            | 0    | 0        | 1        | 1     |
|      | Total            | 40   | 41       | 39       | 120   |

- Une médaille d'or et deux d'argent ont été décernées pour le 50 m brasse dames

## Podiums

### Hommes
| Épreuves             | Or                                                                            | Or                | Argent                                                                   | Argent         | Bronze                                                                        | Bronze         |
| -------------------- | ----------------------------------------------------------------------------- | ----------------- | ------------------------------------------------------------------------ | -------------- | ----------------------------------------------------------------------------- | -------------- |
| Nage libre           |                                                                               |                   |                                                                          |                |                                                                               |                |
| 50 m                 | Duje Draganja                                                                 | 20 s 81 RM        | Mark Foster                                                              | 21 s 31        | Gerhard Zandberg                                                              | 21 s 33        |
| 100 m                | Nathan Adrian                                                                 | 46 s 67 RC        | Filippo Magnini                                                          | 46 s 70        | Duje Draganja                                                                 | 46 s 83        |
| 200 m                | Kenrick Monk                                                                  | 1 min 43 s 46     | Kirk Palmer                                                              | 1 min 43 s 50  | Massimiliano Rosolino                                                         | 1 min 44 s 23  |
| 400 m                | Yuriy Prilukov                                                                | 3 min 37 s 35     | Massimiliano Rosolino                                                    | 3 min 39 s 60  | Robert Renwick                                                                | 3 min 40 s 22  |
| 1 500 m              | Yuriy Prilukov                                                                | 14 min 22 s 98 RC | David Davies                                                             | 14 min 36 s 30 | Mateusz Sawrymowicz                                                           | 14 min 43 s 37 |
| Papillon             |                                                                               |                   |                                                                          |                |                                                                               |                |
| 50 m                 | Adam Pine                                                                     | 22 s 78           | Sergii Breus                                                             | 22 s 86        | Evgeny Korotyshkin                                                            | 22 s 94        |
| 100 m                | Peter Mankoc                                                                  | 50 s 04 RC        | Adam Pine                                                                | 50 s 54        | Nikolay Skvortsov                                                             | 50 s 78        |
| 200 m                | Moss Burmester                                                                | 1 min 51 s 05 RC  | Nikolay Skvortsov                                                        | 1 min 51 s 83  | Pawel Korzeniowski                                                            | 1 min 52 s 25  |
| Dos                  |                                                                               |                   |                                                                          |                |                                                                               |                |
| 50 m                 | Peter Marshall                                                                | 23 s 49           | Liam Tancock                                                             | 23 s 53        | Ashley Delaney                                                                | 23 s 57        |
| 100 m                | Liam Tancock                                                                  | 50 s 14           | Randall Bal                                                              | 50 s 42        | Stanislav Donets                                                              | 50 s 53        |
| 200 m                | Markus Rogan                                                                  | 1 min 47 s 84 RM  | Ryan Lochte                                                              | 1 min 47 s 91  | Stanislav Donets                                                              | 1 min 50 s 45  |
| Brasse               |                                                                               |                   |                                                                          |                |                                                                               |                |
| 50 m                 | Oleg Lisogor                                                                  | 26 s 46           | Mark Gangloff                                                            | 26 s 54        | Cameron van der Burgh                                                         | 26 s 67        |
| 100 m                | Igor Borysik                                                                  | 57 s 74 RC        | Cameron van der Burgh                                                    | 57 s 92        | Oleg Lisogor                                                                  | 58 s 08        |
| 200 m                | Kristopher Gilchrist                                                          | 2 min 06 s 18     | Igor Borysik                                                             | 2 min 06 s 21  | William Diering                                                               | 2 min 06 s 85  |
| 4 nages              |                                                                               |                   |                                                                          |                |                                                                               |                |
| 100 m                | Ryan Lochte                                                                   | 51 s 15 RM        | Peter Mankoc                                                             | 52 s 21        | Liam Tancock                                                                  | 52 s 22        |
| 200 m                | Ryan Lochte                                                                   | 1 min 51 s 56 RM  | Liam Tancock                                                             | 1 min 53 s 10  | James Goddard                                                                 | 1 min 55 s 15  |
| 400 m                | Ryan Lochte                                                                   | 4 min 03 s 21     | Robert Margalis                                                          | 4 min 03 s 74  | Ioánnis Drymonákos                                                            | 4 min 05 s 11  |
| Relais               |                                                                               |                   |                                                                          |                |                                                                               |                |
| 4 × 100 m nage libre | États-Unis Ryan Lochte Bryan Lundquist Nathan Adrian Doug Van Wie             | 3 min 08 s 44 RM  | Pays-Bas Robert Lijesen Bas van Velthoven Mitja Zastrow Robin van Aggele | 3 min 09 s 18  | Suède Petter Stymne Stefan Nystrand Lars Frölander Marcus Piehl               | 3 min 10 s 04  |
| 4 × 200 m nage libre | Australie Kirk Palmer Grant Brits Nicholas Sprenger Kenrick Monk              | 6 min 55 s 65 RC  | Royaume-Uni Robert Renwick David Carry Andrew Hunter Ross Davenport      | 6 min 56 s 52  | Italie Emiliano Brembilla Massimiliano Rosolino Nicola Cassio Filippo Magnini | 6 min 58 s 39  |
| 4 × 100 m 4 nages    | Russie Stanislav Donets Sergey Geybel Evgeny Korotyshkin Alexander Sukhorukov | 3 min 24 s 29 RM  | États-Unis Randall Bal Mark Gangloff Ryan Lochte Nathan Adrian           | 3 min 24 s 38  | Nouvelle-Zélande Daniel Bell Glenn Snyders Corney Swanepoel Cameron Gibson    | 3 min 27 s 15  |

### Femmes
Légende :RM : record du monde, RE : record d'Europe, RC : record des championnats